# Culver City (Metro de Los Ángeles)
Culver City (anteriormente Culver Junction; Ivy) es una estación en la Línea E del Metro de Los Ángeles. La estación se encuentra localizada en 8817 Washington Blvd en Culver City, California. La estación Culver City fue construida el 17 de octubre de 1875 por Pacific Electric, pero fue reconstruida por Metro e inaugurada el 20 de junio de 2012. La Autoridad de Transporte Metropolitano del Condado de Los Ángeles es la encargada por el mantenimiento y administración de la estación.

## Descripción y servicios
La estación Culver City cuenta con 1 plataforma central y 2 vías. La estación también cuenta con 586 de espacios de aparcamiento. 

## Conexiones
La estación es abastecida por las siguientes conexiones: 
- Rutas de autobuses de Metro Local: 33, 220
Metro Express: 534
Metro Rapid: 733
Culver CityBus: 1, 5, 7
Santa Monica Big Blue Bus: 5, 12, Rapid 12, Rapid 20.